# Пустовійтівська сільська рада (Хмільницький район)
| Пустовійтівська сільська рада — колишній орган місцевого самоврядування у Хмільницькому районі Вінницької області з адміністративним центром у с. Пустовійти. Сільській раді підпорядковані населені пункти: - с. Пустовійти - с. Зозулинці - с. Чернятинці |

## Склад ради
Рада складається з 16 депутатів та голови.

## Керівний склад сільської ради
| ПІБ                     | Основні відомості                                                 | Дата обрання | Дата звільнення |
| ----------------------- | ----------------------------------------------------------------- | ------------ | --------------- |
| Гуцалюк Юрій Микитович  | Сільський голова, 1944 року народження, освіта, безпартійний      | 26.03.2006   | 26.02.2007      |
| Хомюк Сергій Леонідович | Сільський голова, 1970 року народження, освіта вища, безпартійний | 31.10.2010   |                 |

Примітка: таблиця складена за даними джерела